# 샹탈 로비
샹탈 로비(Chantal Lauby, 1948년 3월 23일 ~ )는 프랑스의 배우, 영화 감독, 영화 각본가, 코메디언, 텔레비전 사회자이다.